# Peinture sur papier
La peinture sur papier ou sur carton est une technique picturale qui consiste à peindre sur un support en papier.
Elle est notamment utilisée dans des contextes où la peinture n'est pas l'objet premier de l’œuvre, mais sert à illustrer un texte écrit sur papier, qui peut former un volume entier. On compte parmi ces utilisations la miniature ou l'enluminure.
Le papier est en général utilisé pour faire de la peinture à l'eau (aquarelle, gouache, peinture acrylique) mais certains peintres ont utilisé ce support pour peindre à l'huile. 
La peinture chinoise  utilise le papier comme support, ou encore la soie. Elle est toujours à l'eau avant le XXe siècle, et fait aussi appel à l'encre de Chine, qui peut être diluée en un lavis.  